# Anna Fontcuberta i Morral
Anna Fontcuberta i Morral (Caldes de Montbui, 5 de maig de 1975) és la presidenta de l'École Polytechnique Fédérale de Lausanne (EPFL), a Suïssa. És una física i científica de materials d'origen català i suís, especialitzada en física de la matèria condensada, cap del Laboratori de Materials Semiconductors de l'EPFL de Lausana.
Les seves activitats de recerca se centren en enginyeria de nanoestructures semiconductores, en particular de nanofils i en aplicacions fotovoltaiques. Després de llicenciar-se en Física a la Universitat de Barcelona el 1997, feu el màster (1998) i doctorat (2001) a l'École Polytechnique (Palaiseau, França) sota el títol "Study of polymorphous silicon: growth mechanisms, optical and structural properties. Application to Solar Cells and Thin Film Transistors". Va fer una estada postdoctoral d'un any al California Institute of Technology, va obtenir una plaça permanent al CNRS basada a l'École Polytechnique el 2003, i una plaça de professora ajudant a l'EPFL el 2008. Del 2005-2010 va ser cap d'un projecte "Marie Curie Excellence" a l'Institut Walter Schottky de la Technische Universität München, i des del 2014 és professora agregada a l'Institut des Matériaux de l'EPFL. El 2015 va rebre la distinció Emmy Noether de la Societat Europea de Física. De 2012 a 2015, Fontcuberta exercí de vicepresidenta de l’associació de cures infantils de la Universitat de Lausana (EPFL); membre de la Fundació Nacional de Ciència de Suïssa (SNSF) des de 2015 i de la junta directiva des de 2020; i així mateix també forma part de la junta directiva de la fundació WISH, centrada a promoure la presència de les dones en el món de la ciència.
Està previst que l'1 de gener de 2025 sigui la propera presidenta de l'EPFL, en substitució de Martin Vetterli, convertint-se així en la primera dona en presidir aquesta institució.